# Арабский псевдоцерамодактилюс
Арабский псевдоцерамодактилюс (лат. Pseudoceramodactylus khobarensis) — вид гекконовых ящериц, относящийся к монотипическому роду псевдоцерамодактилюсов (Pseudoceramodactylus). Обитает на западе Аравийского полуострова и острове Кешм в Иране. Населяет засоленные прибрежные участки.

## Внешний вид

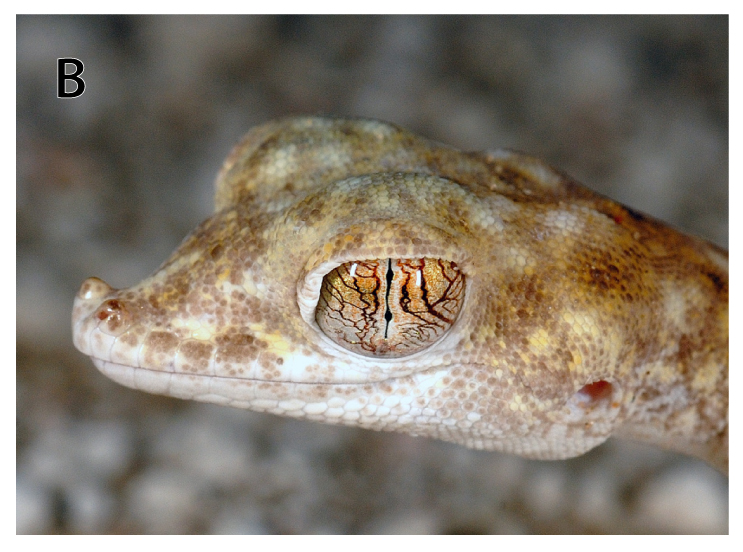
Голова арабского псевдоцерамодактилюса

Средних размеров геккон с длиной тела без хвоста до 7 см и стройным телосложением. Имеет округлое туловище, покрытое сверху мелкими чешуйками. Голова широкая, с приподнятыми ноздрями. Носовые щитки касаются межчелюстного, но не касаются первых верхнегубных. Глаза крупные, с вертикальным зрачком, имеющим неровный край. Конечности длинные и тонкие. Под пальцами имеется 10—15 рядов заострённых чешуй. Хвост короткий (около 0,8 длины тела) и относительно тонкий, в сечении округлый, способен к автотомии. Тело сверху обычно бледно-жёлтое или розоватое, с рисунком из тёмных отметин. На хвосте имеются поперечные полосы.

## Ареал
Распространён в странах Персидского залива: в Омане, Объединённых Арабских Эмиратах, Катаре, Бахрейне, Саудовской Аравии, Кувейте, и Иране (на острове Кешм).

## Образ жизни
Ведёт наземный образ жизни, обитая на влажных засоленных равнинах (сабха), в которых часто является единственным видом пресмыкающихся. Перемещению по субстрату в этих условиях способствуют заострённые чешуи на нижней стороне пальцев, благодаря которым их кожа не касается почвы. Активен по ночам. Питается насекомыми и другими членистоногими. Самки откладывают по 1—2 яйца в твёрдой оболочке.

## Природоохранный статус
Международный союз охраны природы отнёс вид к категории вызывающих наименьшие опасения на основании широкого распространения, предположительно высокой численности и отсутствии видимых угроз. Тем не менее, считается, что в ОАЭ его места обитания уничтожаются в связи с развитием прибрежных территорий.